# Фарно (Потенца)
Фарно (итал. Farno) је насеље у Италији у округу Потенца, региону Базиликата.
Према процени из 2011. у насељу је живело 20 становника. Насеље се налази на надморској висини од 1017 м.